# 岩佐恵美
岩佐 恵美 （いわさ えみ、1939年5月25日 - ）は、日本の政治家。衆議院議員（通算4期）、参議院議員（1期）を歴任（いずれも日本共産党公認）。日本共産党中央委員会名誉役員。全国消費者団体連絡会幹事。

## 来歴
上海生まれ、神奈川県育ち。東京都立新宿高等学校、早稲田大学文学部露文科を卒業後、日本生活協同組合連合会などを経て1979年の衆院選で東京11区から出馬し当選。以後衆議院議員を通算4期務め、1998年には参議院議員へ鞍替え、同年の参院選にて比例区から立候補。名簿順位3位で当選し1期務めた。
日本共産党東京都委員会委員長の若林義春は衆議院議員時代の秘書（1981年 - 1986年）。

## 政策
- 生協時代には消費者活動課長[1]を務めていたことなどから消費者行政に強く、政界引退後も党市民・住民運動局長としてごみ問題やBSE問題に取り組んでいる。
- 選択的夫婦別姓制度導入に賛成する。2000年には、岩佐ら超党派女性国会議員50名が、夫婦別姓選択制を求めて当時の森総理に申し入れを行った。申し入れでは、「とくに若い世代では、夫婦別姓選択制を望む声が高まっています。政府には、世論を喚起するなど、夫婦別姓選択制を導入するための努力を望む」としている[2]。

## 政歴
- 1979年 第35回衆議院議員総選挙 東京都第11区 当選
- 1980年 第36回衆議院議員総選挙 東京都第11区 当選
- 1983年 第37回衆議院議員総選挙 東京都第11区 落選
- 1986年 第38回衆議院議員総選挙 東京都第11区 当選
- 1990年 第39回衆議院議員総選挙 東京都第11区 落選
- 1993年 第40回衆議院議員総選挙 東京都第11区 当選
- 1996年 第41回衆議院議員総選挙 東京都第21区 落選
- 1998年 第18回参議院議員通常選挙 比例区 当選
- 2004年の第20回参議院議員通常選挙には立候補しなかった。

## 主著
- 『たちあがる消費者』（汐文社、1978年8月）
- 『今日を力いっぱい生きる - 障害をもつわが子とともに』（あゆみ出版、1983年7月）
- 『食べたいね 安全な食品』（新日本出版社、1993年7月）
- 『ごみ問題こうして解決 - 循環型社会めざして』（合同出版、2001年11月）
- 『スッキリわかるごみ問題 - 解決のための必携書』（『議会と自治体』編集部編、新日本出版社、2005年7月）
- 『考えてみませんか?ごみ問題』（新日本出版社、2009年7月）